# Dirk van Foreest
Jhr. Dirk van Foreest (Haarlemmermeer, 3 de maig de 1862 – Oosthuizen, 24 de febrer de 1956) fou un jugador d'escacs neerlandès. Era el germà gran d'Arnold van Foreest i parent llunyà de Jorden van Foreest.

## Resultats destacats en competició
Fou tres cops Campió neerlandès, els anys 1885, 1886, i 1887. També va assolir el 5è lloc al campionat neerlandès de 1884 a Gouda (campió: Christiaan Messemaker), i fou segon, rere Rudolf Loman, al campionat neerlandès de 1888 a Rotterdam.